# Département de la Bénoué
Département de la Bénoué är ett departement i Kamerun.   Det ligger i regionen Norra regionen, i den norra delen av landet, 600 km norr om huvudstaden Yaoundé.